# Loxomphalia rubida
Loxomphalia rubida är en spindelart som beskrevs av Simon 1889. Loxomphalia rubida ingår i släktet Loxomphalia och familjen fågelspindlar. Inga underarter finns listade i Catalogue of Life.